# Schule (Klein Henstedt)
Die ehemalige Schule in Prinzhöfte, Ortsteil Klein Henstedt, Samtgemeinde Harpstedt, Traren 18, entstand wahrscheinlich um 1880. Sie wird heute (2022) als Wohnhaus genutzt.
Das Gebäude steht unter Denkmalschutz (Siehe auch Liste der Baudenkmale in Prinzhöfte).

## Geschichte
Das eingeschossige verklinkerte historisierende traufständige Gebäude mit einem mittigen offenen Eingangswindfang und Satteldach sowie segmentbögigen Fenster- und Türstürzen wurde um 1880 gebaut und um einen einachsigen Anbau ergänzt.

Die Landesdenkmalpflege befand: „...geschichtliche Bedeutung ... als beispielhafte  Dorfschule ....“.
Unterrichtet wird heute in der Grundschule und der Oberschule in Harpstedt.
Auf dem Grundstück steht ein von einem anderen Ort versetzter kleiner denkmalgeschützter Fachwerkspeicher von vermutlich vor 1879 in Ankerbalkenkonstruktion mit Steinausfachungen und stilisierten Pferdeköpfen am Giebel.